# Мурад ад-Дагистани
Мурад ад-Дагистани  (кум. Мурад Абдул-Хамитны уланы); (араб. مراد الداغستاني‎) или Мурад Аджамат (1917, Мосул — 1984 или 1982, Ирак) — первый иракский фотограф. Работал в Мосуле с середины 30-х годов, а затем в Багдаде. Он добился международного признания за качество своих фотографий, в которые запечатлены сцены из повседневной жизни и людей.

## Биография
Мурад ад-Дагистани родился в 1917 году в Мосуле (Ирак). Его отцом был Абдул-Хамид Аджамат, кумыкский инженер, участвовавший в строительстве иракской железной дороги.
Неизвестно, как ад-Дагестани на раннем этапе своей жизни стал фотографом. Мосул был городом, в котором существовала индустрия фотографии и кинематографии, датируемая концом 19-го века. Местные мужчины использовали камеры, чтобы помочь археологам примерно с 1895 года. После первой мировой войны фотограф по имени Тартаран создал студию у входа в начальную школу Мосула. Возможно, что ад-Дагестани наблюдал за работой фотографа в школьные годы. Ещё до того, как он окончил среднюю школу, он начал снимать. К 1935 году он зарекомендовал себя как талантливый фотограф.
Его студию и магазин фотостудию, расположенную на улице Аль-Давасах в Мосуле (напротив Синал Атласа). Его называли просто фотограф Мурад.
Объектами его фотография была уличная жизнь и промышленность в Мосуле и его окрестностях, особенно жизнь вдоль реки Тигр. Он всегда носил свою камеру, готовый запечатлеть какой-либо момент или событие. На рассвете его можно было найти на берегу реки, где он любил наблюдать за рыбацкими лодками и пытался заснять рыбака во время работы. В своей студии он создал портреты дервишей, мужчин из арабских племён и обычных людей.
Он оказал влияние на ряд молодых фотографов, в том числе Хади ан-Наджара (р. 1957) и Махмуда Саида. Художник и фотограф Махмуд Саид вспомнил, что в молодости он любил смотреть на фотографов, особенно на ад-Дагистани, который каждый день фотографировал сцены вокруг Мосула и то, как он «увековечил рыболовную сеть, как она заполняет воздух, прежде чем упасть в реку, или телега, путешествующая по грязной дороге, запоминающиеся лиц дервишей, пожилых мужчин и женщин, а также активных детей».
Он был очень заядлым курильщиком, и в 1970-х годах ему удалили одно легкое, после чего он прожил ещё десять лет. Он умер 27 июля 1984 года.
В 1985 году была опубликована книга «Мурад ад-Дагистани: диалектика человека и природы» (араб. مراد الداغستاني جدل الإنسان والطبيعة‎), написанная профессором Наджманом Ясином.

## Работы
Он был реалистом; его фотографии, которые были в основном в черно-белых тонах, запечатлели мимолетные моменты человеческих стремлений. За эту способность запечатлеть застывший момент времени его называли «фотографом-снайпером». Он был награждён Свидетельством о креативности из Бразилии и был лишь одним из восьми художников в мире, получившим эту награду за изображение ситуаций и движений людей, которые могут больше не повториться.
Он принимал участие в более чем восьмидесяти международных выставках в Европе и Америке, в том числе на выставке «Человек и море» (Югославия, 1965) и «Презентация ста международных картин» (Германия)
Его фотографии появлялись во многих международных журналах, в том числе в журнале Photographic Photography, а также во многих английских, иракских и арабских журналах. Примеры его работ хранятся в архиве Arab Image Foundation (AIR).
Его самые известные и широко воспроизводимые фотографии:
- Старый человек
- Сусу танцор и змея Багдад, 1930[16]
- Курильщик, 1930-е годы (на фото)
- Рыбалка, 1930-е годы
- Пересечение реки, 1930-е годы
- Лодки
- Глиняная работа
- Ждущий
- Забрасывание сети 1930-х годов (на фото)